# Comodactylus
Comodactylus es un género extinto de pterosaurio "ranforrincoide" de la épocas Kimmeridgiense al Titoniense en el Jurásico Superior, en la formación Morrison de Wyoming, Estados Unidos, nonbrado sobre la base de un único hueso metacarpo del ala.
En 1879 el recolector William Harlow Reed envió algunos materiales fósiles que él había desenterrado en Como Bluff en la Cantera N° 9, conocida como la "Cantera Mamífero" (Mammal Quarry), a su empleador, el profesor Othniel Charles Marsh en Newhaven. Entre ellos estaba el hueso de un pterosaurio, que a continuación fue archivado, almacenado y olvidado.
Sin embargo, en 1981 Peter Galton nombró, basándose en este hueso, al género Comodactylus. La especie tipo es Comodactylus ostromi. El nombre del género se deriva de Como Bluff y el término griego daktylos, "dedo", en referencia al dedo del ala típico de los pterosaurios. El nombre científico de la especie honra a John Ostrom.
El holotipo es YPM 9150, el cual consiste en un cuarto metacarpo, de 57.5 milímetros de largo. El metacarpo es muy robusto especialmente en el extremo proximal, que tocaba los huesos de la muñeca, siendo muy expandido. Dichas proporciones son típicas para los pterosaurios basales, por lo que Comodactylus no era un miembro de los más avanzados Pterodactyloidea. A que otro grupo de pterosaurios pertenecía es, sin embargo,algo más dificultoso de determinar, debido a la carencia de información. El metacarpo es la única parte conocida del animal. Kevin Padian en 1989 lo consideró como un nomen dubium. David Unwin en 1993 sugirió que tenía afinidades con Nesodactylus.
La envergadura alar se ha estimado en unos 2.5 metros, exceptionalmente grande para un pterosaurio que no pertenece a los pterodactiloides. Comodactylus fue también el primer pterosaurio que no pertenecía a ese grupo hallado en los Estados Unidos.